# Radical 62
El radical 62, representado por el carácter Han 戈, es uno de los 214 radicales del diccionario de Kangxi. En mandarín estándar es llamado　戈部　(gē bù, «radical “alabarda (ge)”»), en japonés es llamado 戈部, かぶ　(kabu), y en coreano 과 (gwa). En los textos occidentales es llamado «radical “lanza” o “alabarda”»
En muchas ocasiones, el radical «lanza» aparece rodeando la parte superior y el lado derecho de los radicales clasificados por este (como en 或). En algunas otras ocasiones, aparece en la parte derecha (como en 戕). Los caracteres clasificados bajo el radical 62 suelen tener significados relacionados con las armas o la guerra. Por ejemplo:  戳, «apuñalar»; 戰, «guerra». 

## Nombres populares

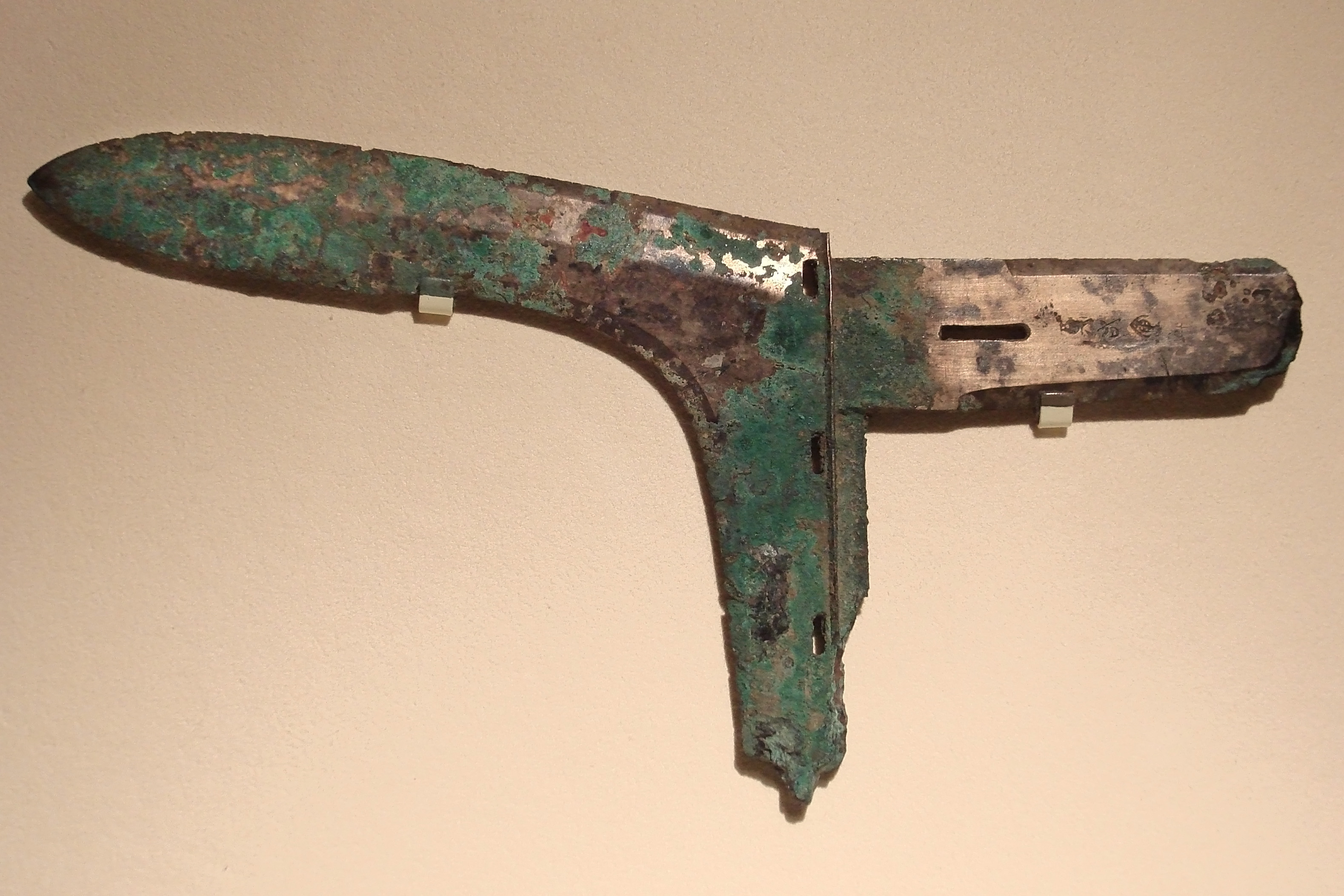
Cabeza de bronze de una alabarda china del periodo de los reinos combatientes (475 - 221 B.C.)

- Mandarín estándar: 戈字旁, gē zì páng, «ge a un lado».
- Coreano: 창과부, chang gwa bu «radical gwa-lanza».
- Japonés:　戈構え（ほこがまえ）, hokogamae, «“lanza” rodeando al carácter»;[1] 戈旁（ほこづくり）, hokozukuri, «“lanza” al lado derecho del carácter»;[2] かの戈（かのほこ）, ka no hoko, «radical ka-lanza».
- En occidente: radical «lanza». radical «alabarda».

## Galería
| Estilos antiguos                                 | Estilos antiguos                  | Estilos antiguos                        | Estilos antiguos                   | Estilos antiguos                   | Estilos empleados actualmente       | Estilos empleados actualmente  | Estilos empleados actualmente    | Estilos empleados actualmente   | Estilos empleados actualmente  |
|                                                  |                                   |                                         |                                    |                                    |                                     | 戈                             | 戈                               |                                 |                                |
| 甲骨文 jiǎgǔwén (escritura de huesos oraculares) | 金文 jīnwén (escritura de bronce) | 简帛 jiǎnbó (escritura de bambú y seda) | 篆文 zhuànwén (escritura de sello) | 篆文 zhuànwén (escritura de sello) | 隸書 lìshū (estilo de los escribas) | 楷書 kǎishū (estilo regular)   | 楷書 kǎishū (estilo regular)     | 行書 xǐngshū (estilo corriente) | 草書 cǎoshū (estilo de hierba) |
| 甲骨文 jiǎgǔwén (escritura de huesos oraculares) | 金文 jīnwén (escritura de bronce) | 简帛 jiǎnbó (escritura de bambú y seda) | 大篆 dàzhuàn (sello grande)        | 小篆 xiǎozhuàn (sello pequeño)     | 隸書 lìshū (estilo de los escribas) | 繁體／繁体 fántǐ (tradicional) | 简体／簡體 jiǎntǐ (simplificado) | 行書 xǐngshū (estilo corriente) | 草書 cǎoshū (estilo de hierba) |

## Caracteres con el radical 62
| trazos | carácter             |
| ------ | -------------------- |
| + 0    | 戈                   |
| + 1    | 戉 戊 戋             |
| + 2    | 戌 戍 戎 戏 成       |
| + 3    | 我 戒 戓             |
| + 4    | 戔 戕 或 戗          |
| + 5    | 战                   |
| + 6    | 戙                   |
| + 7    | 戚 戛 戜 戝          |
| + 8    | 戞 戟                |
| + 9    | 戠 戡 戢 戣 戤 戥 戦 |
| + 10   | 戧 戨 戩 截 戫 戬    |
| + 11   | 戭 戮 戯 戱          |
| + 12   | 戰                   |
| + 13   | 戲                   |
| + 14   | 戳 戴                |
| + 18   | 戵                   |